# Pilar, Surigao del Norte
Pilar là một đô thị hạng 5 ở đảo Siargao, tỉnh Surigao del Norte, Philippines. Thông tin điều tra dân số năm 2007 của Philipin, đô thị này có dân số 8.023 people.

## Các đơn vị hành chính
Pilar được chia thành 15 barangay.
- Brgy. Asinan (921)
- Brgy. Centro (277)
- Brgy. Pilaring (662)
- Brgy. Punta (365)
- Brgy. Caridad (1.176)
- Brgy. Consolacion (172)
- Brgy. Datu (380)
- Brgy. Dayaohay (296)
- Brgy. Jaboy (214)
- Brgy. Katipunan (456)
- Brgy. Maasin (874)
- Brgy. Mabini (247)
- Brgy. Mabuhay (385)
- Brgy. Salvacion (729)
- Brgy. San Roque (869)